# Arjan Malić
Arjan Malić (Jesenice, 28 de agosto de 2005) es un futbolista esloveno, nacionalizado bosnio, que juega en la demarcación de defensa para el SK Sturm Graz de la Bundesliga.

## Selección nacional
Tras jugar en las categorías inferiores de la selección, finalmente hizo su debut con la selección de Bosnia y Herzegovina el 21 de marzo de 2025 en un encuentro de clasificación para la Copa Mundial de Fútbol de 2026 contra Rumania que finalizó con un resultado de 0-1 a favor del combinado bosnio tras el gol de Armin Gigovic.

## Clubes
| Club             | País    | Año       | Partidos | Goles |
| ---------------- | ------- | --------- | -------- | ----- |
| SV Ried II       | Austria | 2023      | 13       | 0     |
| SV Ried          | Austria | 2023-2024 | 31       | 1     |
| SK Sturm Graz II | Austria | 2024-     | 7        | 0     |
| SK Sturm Graz    | Austria | 2025-     | 16       | 1     |

## Palmarés

### Títulos nacionales
| Título     | Club          | País    | Año  |
| ---------- | ------------- | ------- | ---- |
| Bundesliga | SK Sturm Graz | Austria | 2025 |